# Printre vulturi (film)
Printre vulturi (titlul original: în germană Unter Geiern) este o ecranizare bazată pe povestirea omonimă a lui Karl May, filmul fiind o coproducție vest-germano-franco-italo-iugoslavă. 
Stewart Granger joacă pentru prima dată pe Old Surehand, dar acest personaj se bazează doar în mod vag pe cel din carte, pentru că în roman apare Old Shatterhand ca personaj principal. În celelalte roluri principale apar Pierre Brice (eroul vest-german de căpetenie indiană), Götz George și Elke Sommer.

## Conținut
În câmpia pustie din Llano Estacado, s-a comis o crimă îngrozitoare. Oameni necunoscuți au atacat ferma vânătorului de urși Baumann, i-au ars casa și i-au ucis brutal soția și fiica și apoi au dispărut în sălbăticie. Toate dovezile sugerează că ucigașii au fost indieni. La locul crimei, Old Surehand găsește o săgeată a tribului Shoshone - indieni locali care sunt în război cu albii. Un martor neașteptat - un predicator mormon care a trecut întâmplător pe lângă ferma unde au avut loc uciderile - confirmă versiunea implicării pieilor roșii Shoshone. Vânătorul Baumann crede ce spune acest predicator necunoscut, cu toate acestea adevărul este că totul a fost opera unei bande de tâlhari condusă de Preston.
Coloniștii furioși se pregătesc să se răzbune pe indieni, în timp ce membri ai tribului Shoshone (Shoshoni), jigniți, dezgropă securea războiului. Vechii prieteni vor să facă dreptate - nobilul Winnetou și curajosul său frate, față palidă Surehand. Cu toate acestea, războinicul curajos și excelentul trăgător cu pușca ar trebui să se grăbească: următoarele victime ale bandiților pot fi prietenii lor care se îndreaptă spre Arizona. Cei doi îl salvează pe tatăl lui Martin de Shoshoni și îi găsesc pe adevărații ucigași.

## Distribuție
- Stewart Granger – Old Surehand
- Pierre Brice – Winnetou
- Götz George – Martin Baumann
- Elke Sommer – Annie
- Sieghardt Rupp – Preston
- Miha Baloh – Weller
- Milan Srdoč – Old Wabble
- Walter Barnes – Baumann, tatăl lui Martin
- Renato Baldini – Richter Leader
- Mario Girotti – Baker Jr.
- Gojko Mitić – Wokadeh
- Louis Velle – Gordon
- Stojan Aranđelović – Milton
- Ilija Ivezić – Jackie
- Mirko Boman – Davy
- Davor Antolić – Rod
- Mirko Kraljev – Bill
- Boris Dvornik – Fred
- Voja Mirić – Stewart
- Dunja Rajter – Betsy
- Vladimir Medar – Baker Sr.
- Sime Jagarinec – Schoschone
- Djordje Nenadović – Miller, Geier (un „Vultur”)
- Dusan Bulajić – Bloomfield, un „Vultur”
- Vladimir Bacić – Jemmy
- Dragomir Bojanić – Jo, un „Vultur”
- Milan Micić – Jimmy, un „Vultur”
- Joza Seb – Knecht Bob
- Marinko Cosić – băiatul colonist
- Gordana Cosić – sora lui Wokadeh
- Nevenka Benković – femeia colonistă

## Literatură
- May, Karl, Printre vulturi., tradus de Elena Dărmănescu, București, 1943: Editura Naționala Gh. Mecu